# Joseph-Clovis-Kemner Laflamme
Pour les articles homonymes, voir Laflamme.
Joseph-Clovis Kemner Laflamme, né le 19 septembre 1849 à Saint-Anselme et mort le 6 juillet 1910 à Québec, est un prêtre catholique, professeur et géologue québécois. 
Il est considéré comme le premier géologue francophone au Canada ainsi que le premier géologue québécois,.

## Biographie
En 1875, Laflamme obtient l'emploi de professeur titulaire de minéralogie et de géologie pour l'Université Laval, se spécialisant dans aspects pratiques de la géologie dans ses recherches . Il devient célèbre pour les conférences qu'il prononce à des sociétés comme la Société médicale du Québec ou l'Institut canadien de Québec. Parmi ses recherches marquantes se trouvent celles au Saguenay-Lac-Saint-Jean, qui ont porté sur les dépôts postglaciaires de la région. Il devint le recteur de l'Université Laval de 1893 à 1899.

## Postérité
Une mer postglaciaire, la mer Laflamme, porte son nom.